# Inger Schörling
Gerd Inger Maria Schörling, född 7 mars 1946 i Kalvträsks församling, Västerbottens län, är en svensk politiker (miljöpartist).
Schörling kom in i riksdagen vid valet 1988. Under mandatperioden var hon också gruppledare för den miljöpartistiska riksdagsgruppen. I slutdebatten i Sveriges Television inför riksdagsvalet 1991 var Schörling miljöpartiet debattör, trots att hon inte var partiets språkrör. 1995 blev Schörling invald i Europaparlamentet där hon bland annat ägnade sig åt miljö, folkhälsa och konsumentfrågor. Hon var särskilt engagerad i arbetet för en gemensam kemikalielagstiftning. Schörling lämnade Europaparlamentet 2004 på grund av Miljöpartiets regler om begränsade mandatperioder.